# Wereldbeker schaatsen 2015/2016 - Wereldbekerfinale
De Wereldbeker schaatsen 2015/2016 Wereldbeker 6 was de zesde en laatste wedstrijd van het wereldbekerseizoen en vond plaats van 11 tot en met 13 maart 2016 op de ijsbaan Thialf in Heerenveen, Nederland. Er waren geen B-groepen meer en het aantal deelnemers was op de meeste afstanden beperkt tot twaalf.

## Tijdschema
| Datum             | Tijd (CET) | Onderdeel                                                                                                  |
| ----------------- | ---------- | --- |
| Vrijdag 11 maart  | 16:15      | 1e 500 m vrouwen 1e 500 m mannen 3000 m vrouwen ploegenachtervolging mannen teamsprint vrouwen             |
| Zaterdag 12 maart | 14:00      | 2e 500 m vrouwen 1000 m mannen 1500 m vrouwen 5000 m mannen ploegenachtervolging vrouwen teamsprint mannen |
| Zondag 13 maart   | 15:00      | 2e 500 m mannen 1000 m vrouwen 1500 m mannen massastart vrouwen massastart mannen                          |

## Podia

### Mannen
| Wedstrijd            | Goud                                                      | Tijd    | Zilver                                                            | Tijd    | Brons                                                   | Tijd    |
| 1e 500 m             | Roeslan Moerasjov Rusland                                 | 34,96   | Ronald Mulder Nederland                                           | 35,05   | Gilmore Junio Canada                                    | 35,12   |
| 2e 500 m             | Ronald Mulder Nederland                                   | 34,81   | Roeslan Moerasjov Rusland                                         | 34,89   | Mika Poutala Finland                                    | 35,02   |
| 1000 m               | Kjeld Nuis Nederland                                      | 1.08,94 | Kai Verbij Nederland                                              | 1.09,08 | Denis Joeskov Rusland                                   | 1.09,22 |
| 1500 m               | Denis Joeskov Rusland                                     | 1.45,39 | Sverre Lunde Pedersen Noorwegen                                   | 1.45,46 | Bart Swings België                                      | 1.45,65 |
| 5000 m               | Sven Kramer Nederland                                     | 6.11,44 | Jorrit Bergsma Nederland                                          | 6.12,74 | Sverre Lunde Pedersen Noorwegen                         | 6.16,36 |
| Massastart           | Bart Swings België                                        | 8.06,55 | Fabio Francolini Italië                                           | 8.06,69 | Arjan Stroetinga Nederland                              | 8.06,80 |
| Teamsprint           | Nederland Stefan Groothuis Ronald Mulder Kai Verbij       | 1.20,40 | Canada Vincent De Haître Gilmore Junio Alexandre St-Jean          | 1.20,41 | Rusland Kirill Goloebev Aleksej Jesin Roeslan Moerasjov | 1.20,86 |
| Ploegenachtervolging | Nederland Jan Blokhuijsen Arjan Stroetinga Douwe de Vries | 3.42,28 | Noorwegen Håvard Bøkko Simen Spieler Nilsen Sverre Lunde Pedersen | 3.43,42 | Polen Zbigniew Bródka Konrad Niedźwiedzki Jan Szymański | 3.47,03 |

### Vrouwen
| Wedstrijd            | Goud                                          | Tijd    | Zilver                                                  | Tijd    | Brons                                                      | Tijd    |
| 1e 500 m             | Brittany Bowe Verenigde Staten                | 37,84   | Heather Richardson-Bergsma Verenigde Staten             | 38,02   | Jorien ter Mors Nederland                                  | 38,20   |
| 2e 500 m             | Brittany Bowe Verenigde Staten                | 37,64   | Heather Richardson-Bergsma Verenigde Staten             | 37,88   | Heather McLean Canada                                      | 38,07   |
| 1000 m               | Brittany Bowe Verenigde Staten                | 1.14,22 | Jorien ter Mors Nederland                               | 1.14,44 | Heather Richardson-Bergsma Verenigde Staten                | 1.15,07 |
| 1500 m               | Brittany Bowe Verenigde Staten                | 1.54,34 | Heather Richardson-Bergsma Verenigde Staten             | 1.54,90 | Antoinette de Jong Nederland                               | 1.56,32 |
| 3000 m               | Natalja Voronina Rusland                      | 4,08,15 | Jorien Voorhuis Nederland                               | 4.08,18 | Olga Graf Rusland                                          | 4.08,40 |
| Massastart           | Irene Schouten Nederland                      | 8.16,63 | Ivanie Blondin Canada                                   | 8.16,88 | Miho Takagi Japan                                          | 8.16,93 |
| Teamsprint           | China Li Qishi Yu Jing Zhang Hong             | 1.28,98 | Japan Erina Kamiya Nao Kodaira Maki Tsuji               | 1.29,98 | Nederland Margot Boer Janine Smit Bo van der Werff         | 1.30,04 |
| Ploegenachtervolging | Japan Misaki Oshigiri Miho Takagi Nana Takagi | 2.58,06 | Nederland Antoinette de Jong Marrit Leenstra Ireen Wüst | 2.58,21 | Polen Natalia Czerwonka Katarzyna Woźniak Luiza Złotkowska | 3.02,34 |